# Ecopista do Corgo
A ecopista do Corgo é uma ecopista em Portugal entre Abambres, em Mirandela, e Sabroso, em Vila Pouca de Aguiar. O percurso tem aproximadamente 37,5 km de extensão e segue o traçado da desativada Linha do Corgo ao longo da margem do rio Corgo.